# جان بيرغ
جان بيرغ (بالنرويجية: Jan Berg)‏ (و. 1965  م) هو لاعب كرة قدم، من النرويج، ولد في مولده، شارك في الألعاب الأولمبية الصيفية 1984، يلعب كلاعب وسط.

## روابط خارجية
- جان بيرغ على موقع الاتحاد الدولي (مؤرشف)  (الإنجليزية)
- جان بيرغ على موقع اتحاد النرويج (النرويجية)
- جان بيرغ على موقع قاعدة بيانات كرة القدم.إي يو (الإنجليزية)
- جان بيرغ على موقع ناشيونال فوتبول تيمز (الإنجليزية)
- جان بيرغ على موقع عالم كرة القدم.نت (الإنجليزية)
- جان بيرغ على موقع أوليمبيديا (الإنجليزية)